# العلاقات الأوكرانية الإسبانية
العلاقات الأوكرانية الإسبانية هي العلاقات الثنائية التي تجمع بين أوكرانيا وإسبانيا.

## مقارنة بين البلدين
هذه مقارنة عامة ومرجعية للدولتين:
| وجه المقارنة                                              | أوكرانيا                                   | إسبانيا                                                                             |
| --------------------------------------------------------- | ------------------------------------------ | ----------------------------------------------------------------------------------- |
| المساحة (كم2)                                             | 603.63 ألف                                 | 505.99 ألف                                                                          |
| عدد السكان (نسمة)                                         | 45.55 مليون                                | 46.73 مليون                                                                         |
| الكثافة السكانية (ن./كم²)                                 | 75.46                                      | 92.35                                                                               |
| العاصمة                                                   | كييف                                       | مدريد                                                                               |
| اللغة الرسمية                                             | اللغة الأوكرانية                           | اللغة الإسبانية، اللغة الغاليسية، لغة بشكنشية، اللغة الكتالونية، اللغة الأوكسيتانية |
| العملة                                                    | هريفنا أوكرانية، كاربوفانيتس، روبل سوفييتي | يورو، بيزيتا إسبانية                                                                |
| الناتج المحلي الإجمالي (بليون دولار)                      | 112.15 مليار                               | 1.31 تريليون                                                                        |
| الناتج المحلي الإجمالي (تعادل القوة الشرائية) بليون دولار | 352.98 مليار                               | 1.77 تريليون                                                                        |
| الناتج المحلي الإجمالي الاسمي للفرد دولار أمريكي          | 2.11 ألف                                   | 28.16 ألف                                                                           |
| الناتج المحلي الإجمالي للفرد دولار أمريكي                 | 8.66 ألف                                   | 38.00 ألف                                                                           |
| مؤشر التنمية البشرية                                      | 0.747                                      | 0.876                                                                               |
| رمز المكالمات الدولي                                      | +380                                       | +34                                                                                 |
| رمز الإنترنت                                              | .ua، .укр ‏                                 | .es                                                                                 |
| المنطقة الزمنية                                           | ت ع م+02:00، ت ع م+03:00، توقيت شرق أوروبا | ت ع م+01:00، ت ع م+02:00                                                            |

## مدن متوأمة
في ما يلي قائمة باتفاقيات التوأمة بين مدن أوكرانية وإسبانية:
- ترتبط أوديسا مع بلنسية باتفاقية توأمة منذ 1964.[18][18][19][20]

## منظمات دولية مشتركة
يشترك البلدان في عضوية مجموعة من المنظمات الدولية، منها:
| علم المنظمة | اسم المنظمة                               | تاريخ انضمام أوكرانيا | تاريخ انضمام إسبانيا |
| ----------- | ----------------------------------------- | --------------------- | -------------------- |
|             | وكالة ضمان الاستثمار متعدد الأطراف        | 19 يوليو 1994         | 29 أبريل 1988        |
|             | الأمم المتحدة                             | 24 أكتوبر 1945        | 14 ديسمبر 1955       |
|             | الفريق المعني برصد الأرض                  | ?                     | ?                    |
|             | منظمة حظر الأسلحة الكيميائية              | ?                     | ?                    |
|             | منظمة التجارة العالمية                    | 16 مايو 2008          | ?                    |
|             | منظمة الشرطة الجنائية الدولية             | ?                     | ?                    |
|             | منظمة الأمن والتعاون في أوروبا            | 30 يناير 1992         | 25 يونيو 1973        |
|             | مؤسسة التنمية الدولية                     | 27 مايو 2004          | 18 أكتوبر 1960       |
|             | نظام تحكم تكنولوجيا القذائف               | 1998                  | 1990                 |
|             | يونسكو                                    | 12 مايو 1954          | 30 يناير 1953        |
|             | مجلس أوروبا                               | 9 نوفمبر 1995         | ?                    |
|             | الاتحاد البريدي العالمي                   | ?                     | ?                    |
|             | البنك الدولي للإنشاء والتعمير             | 3 سبتمبر 1992         | 15 سبتمبر 1958       |
|             | اتفاقية السماوات المفتوحة                 | ?                     | ?                    |
|             | المنظمة الهيدروغرافية الدولية             | ?                     | ?                    |
|             | الاتحاد الدولي للاتصالات                  | 7 مايو 1947           | 1866                 |
|             | مؤسسة التمويل الدولية                     | 18 أكتوبر 1993        | 24 مارس 1960         |
|             | المنظمة الأوروبية لسلامة الملاحة الجوية   | 2004                  | 1997                 |
|             | المركز الدولي لتسوية المنازعات الاستشارية | 7 يوليو 2000          | 17 سبتمبر 1994       |
|             | مجموعة أستراليا                           | 2005                  | 1985                 |
|             | مجموعة الموردين النوويين                  | ?                     | ?                    |

## أعلام
هذه قائمة لبعض الشخصيات التي تربطها علاقات بالبلدين:
- جوليا فاكولنكو (لاعبة كرة مضرب إسبانية، 10 يوليو 1983 – )

## وصلات خارجية
- موقع وزارة الخارجية الأوكرانية
- موقع وزارة الخارجية الإسبانية